# Cucumis zambianus
Cucumis zambianus är en gurkväxtart som beskrevs av Widrl., J.H.Kirkbr., Ghebret. och K.R.Reitsma. Cucumis zambianus ingår i släktet gurkor, och familjen gurkväxter. Inga underarter finns listade i Catalogue of Life.